# Triaenobunus pectinatus
Triaenobunus pectinatus is een hooiwagen uit de familie Triaenonychidae.